# سوسن عنکبوتی قرمز
سوسن عنکبوتی قرمز (نام علمی: Lycoris radiata) نام یک گونه از تیره نرگسیان است. این گیاه یک گیاه سمی محسوب می‌شود و خوردن اجزای آن به‌ویژه پیاز (گیاه) موجب استفراغ و اسهال و در موارد شدید مسمومیت موجب فلج کامل دستگاه عصبی مرکزی و مرگ می‌شود.

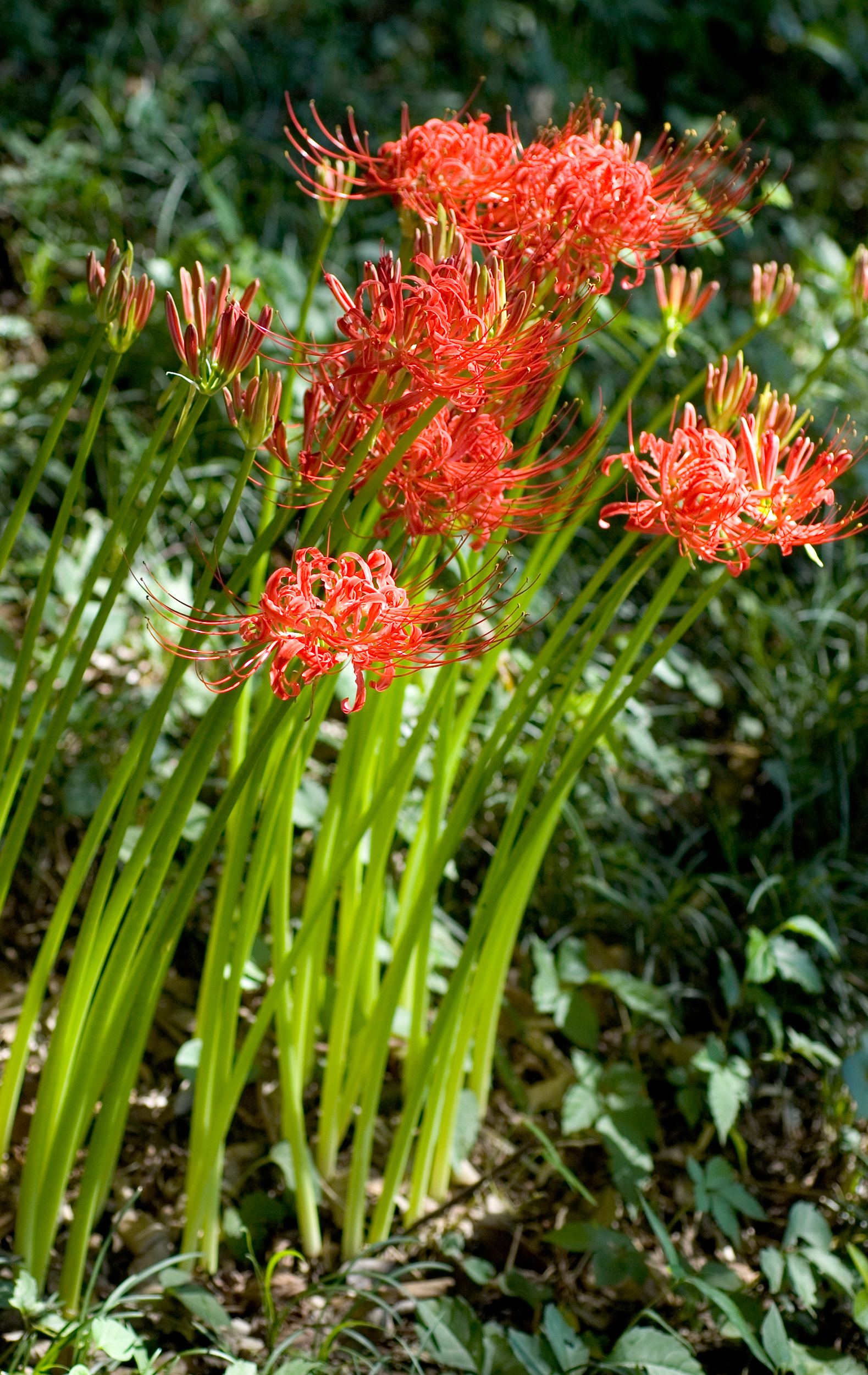
تمام گل
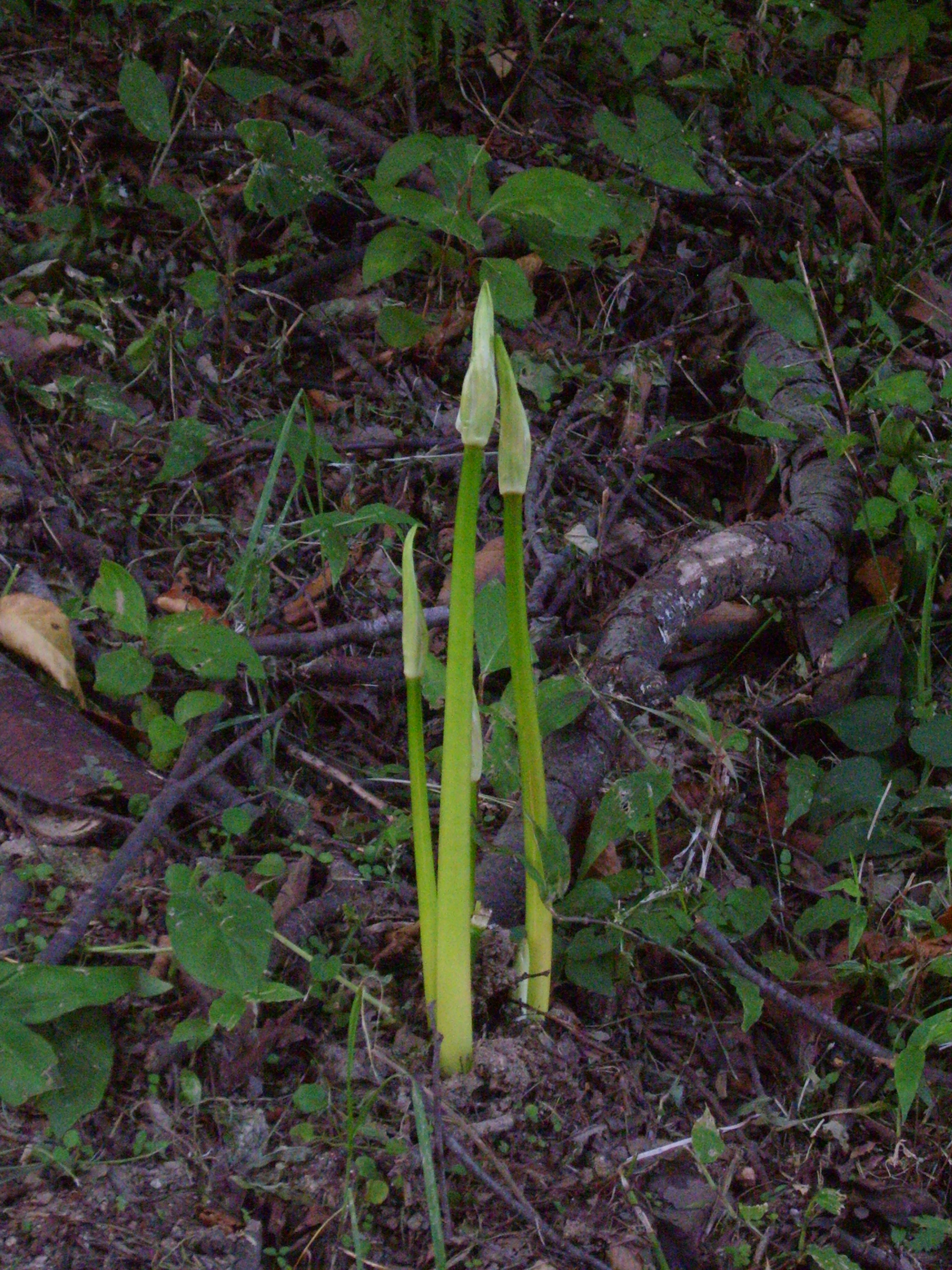
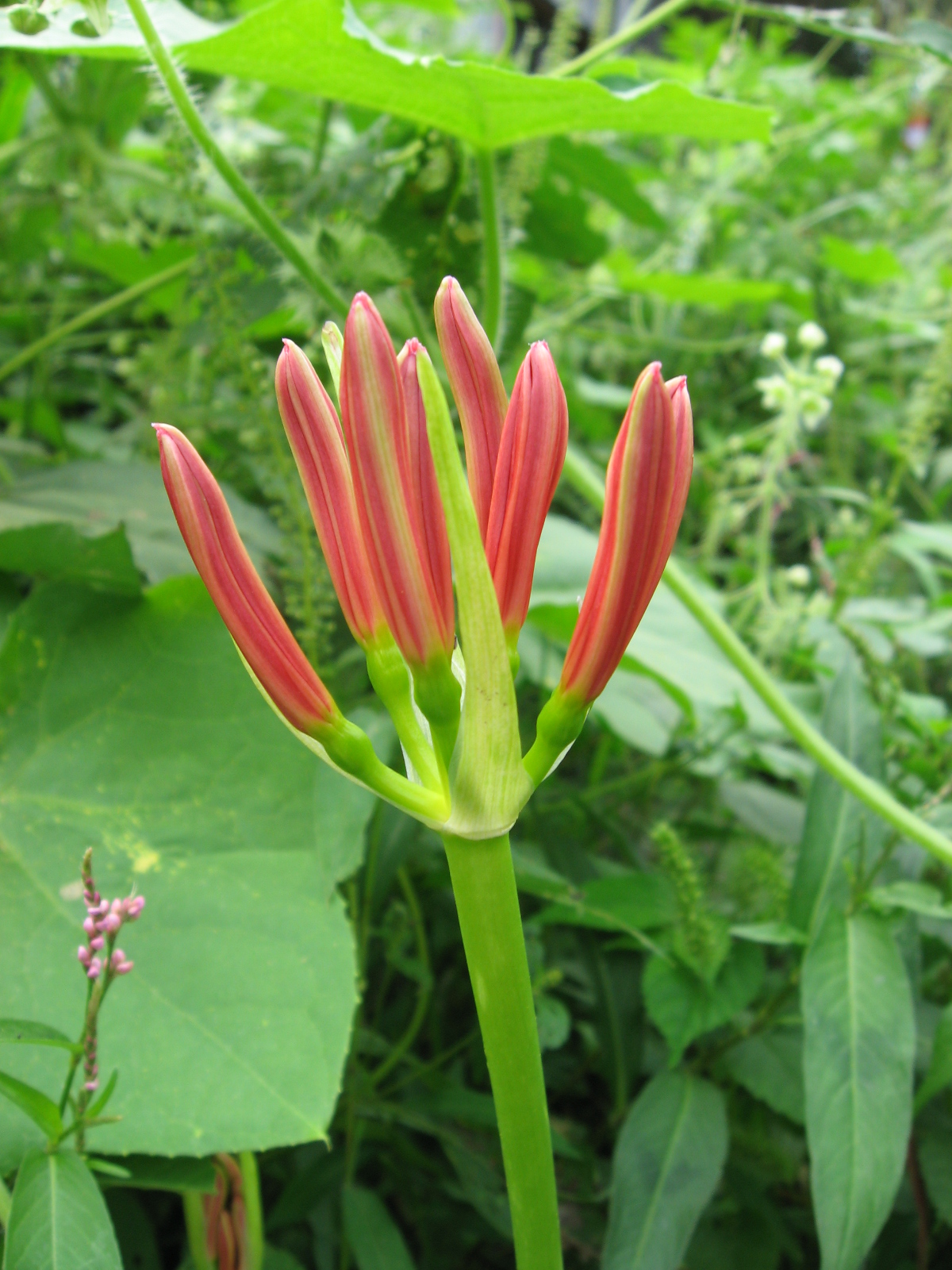
غنچه
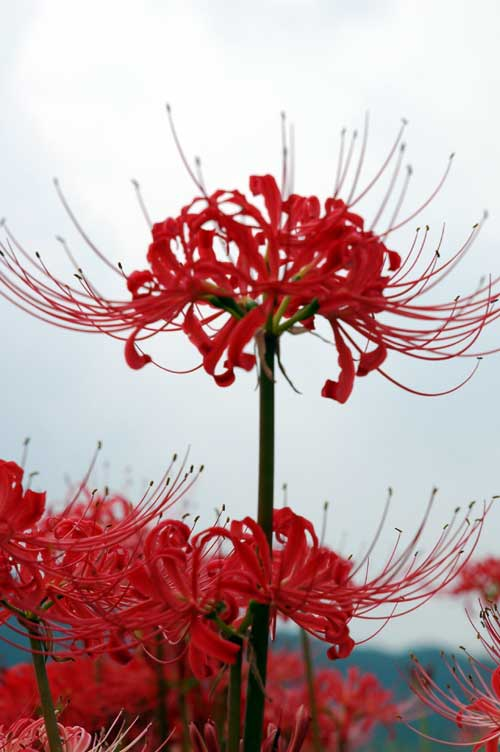
گل
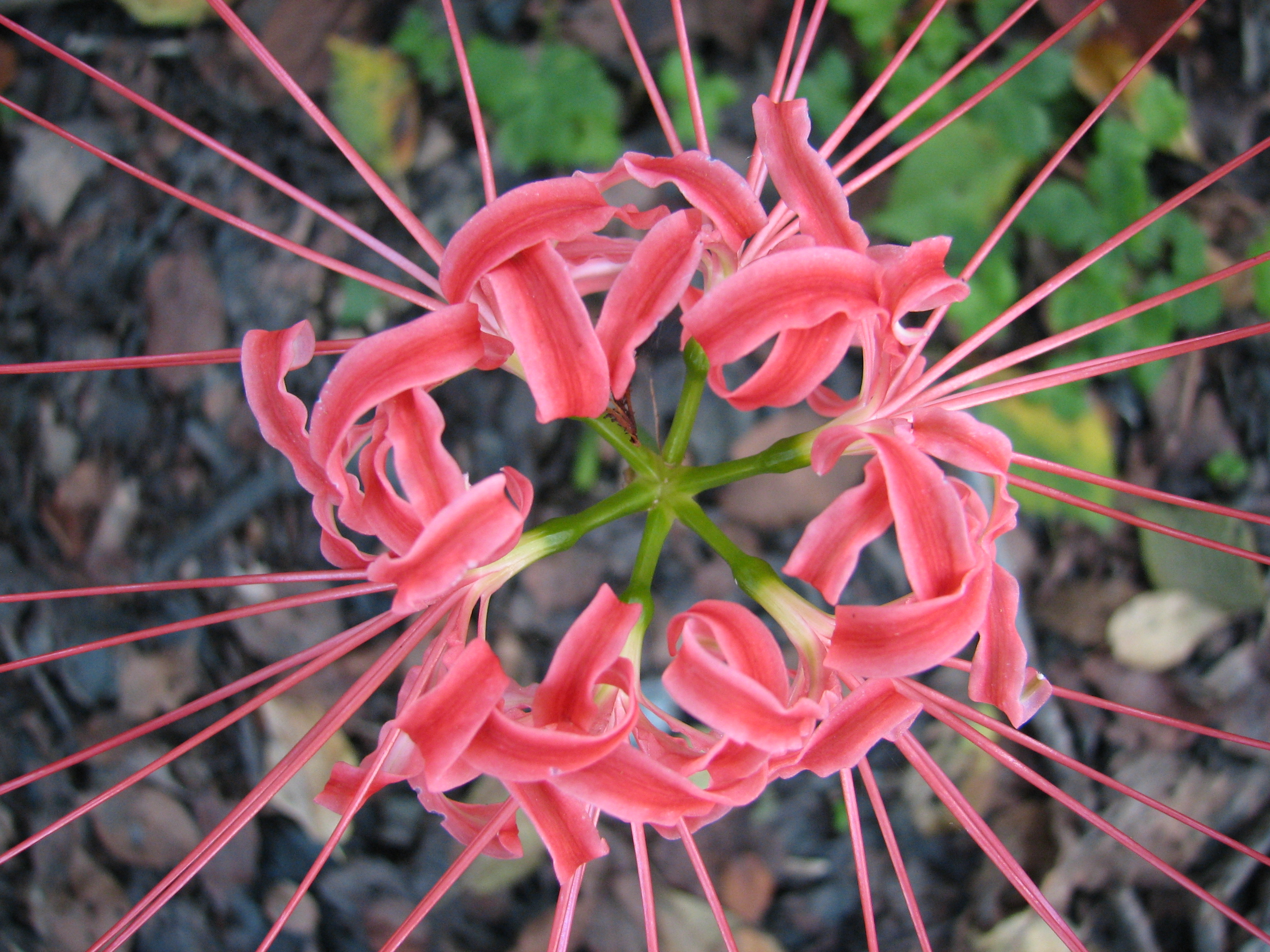
گل
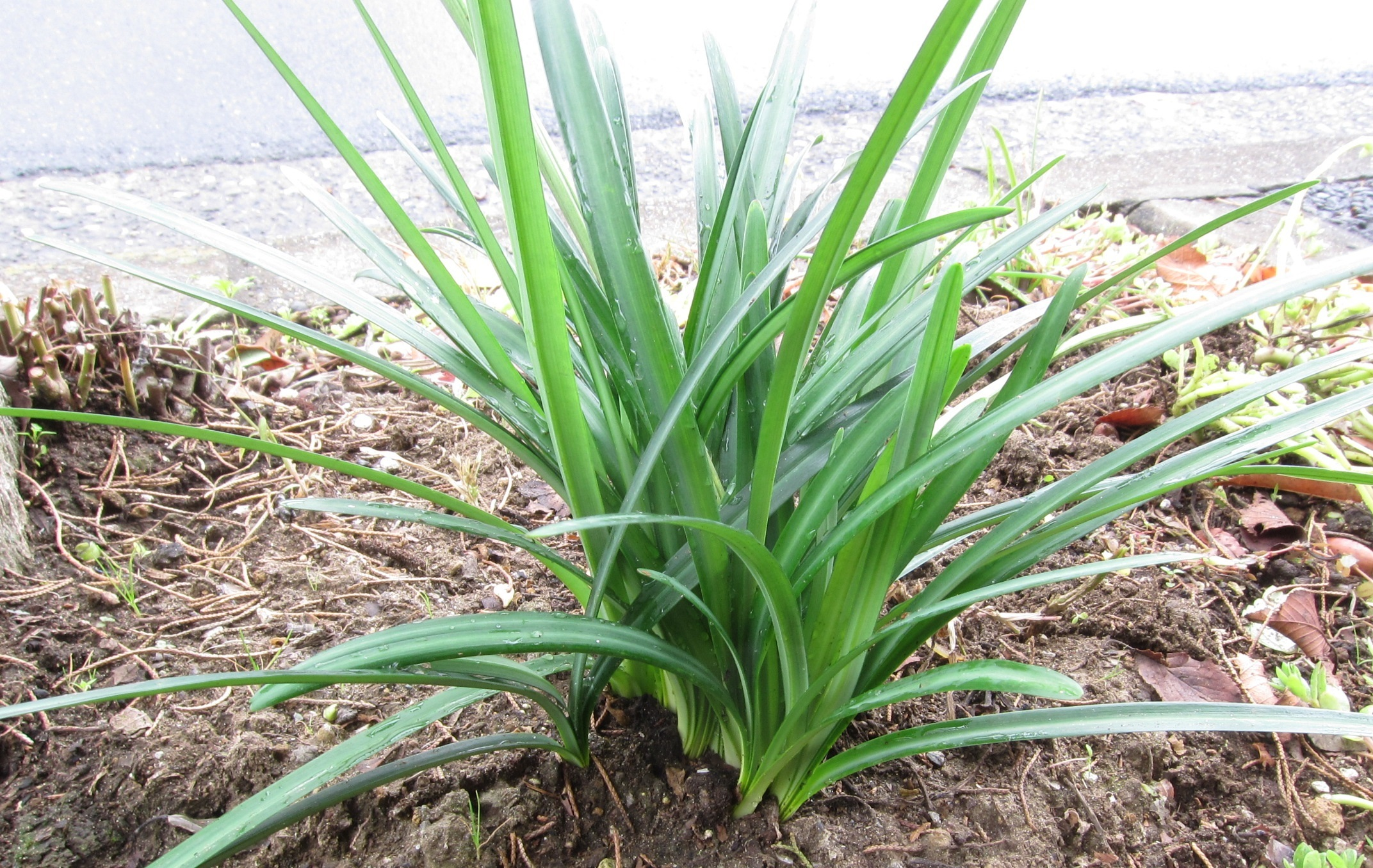
برگ
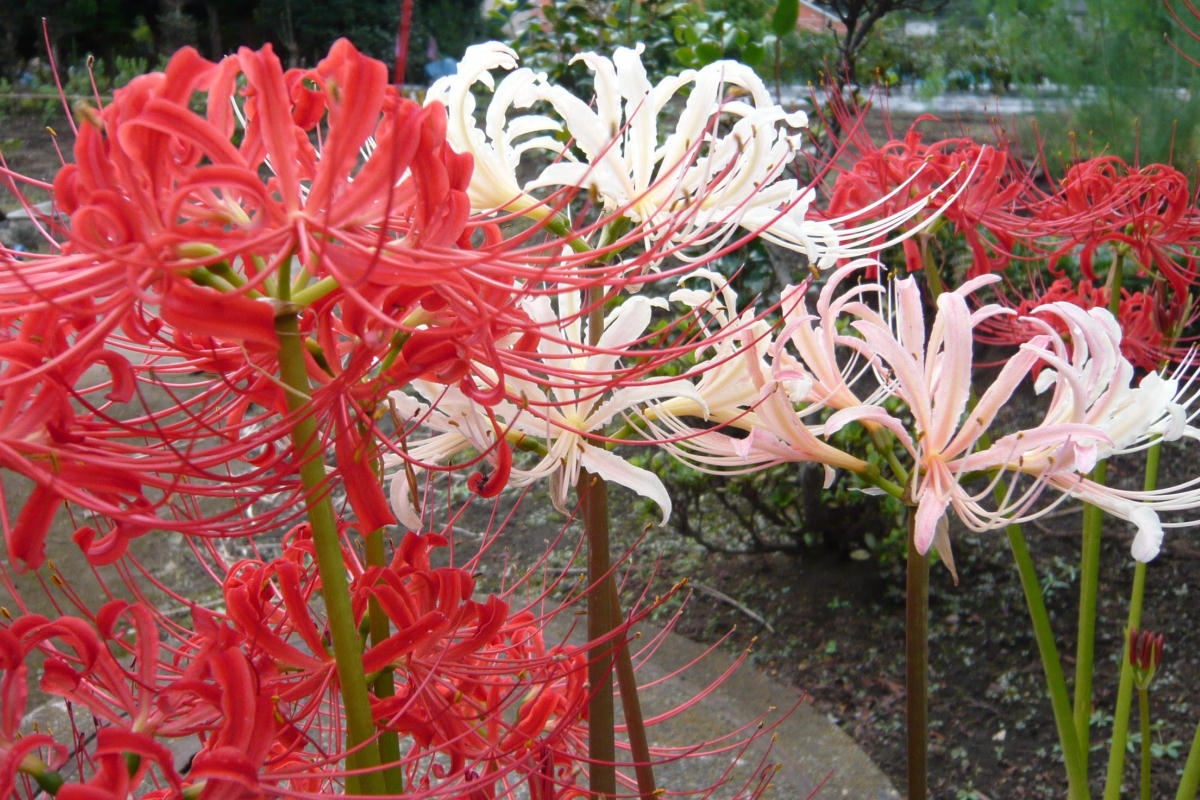